# حاكم روماني بديل
الحاكم الروماني البديل (باللاتينية: pro magistratu) في روما القديمة كان شخصاً يمتاز بصلاحيات وسلطة الحكام الرومانيّين، لكن دون أن يُنصَّب حاكماً بشكل رسميّ. اخترع هذا المنصب في عهد الجمهورية الرومانية، وذلك للتمكن من تأمين حكام للولايات الرومانية البعيدة بسهولة عوضاً عن الحاجة لانتخاب حكام جدد كل عام. كان يتم تعيين الحكام البديلين عبر إجماع مجلس الشيوخ الروماني، إلا أنَّ تعيينهم - مثل جميع مهام المجلس الأخرى - لم يكن قانونياً تماماً، بحيث كان يمكن تجاوزه عبر عقد الجمعيات الرومانية، مثل ما حدث وقتَ استبدال القائد كوينتوس نوميديكوس بنظيره غايوس ماريوس خلال حرب يوغرطة.
عادة ما كان ينقسم القضاة الرومانيون البديلون إلى ثلاثة فئات حسب المنصب الذي سيعملون للتعويض عنه، فإمَّا أنا يعملوا مكان بريتور، أو مكان كويستور، أو مكان قنصل. كان يحمل الحاكم الروماني البديل صلاحيات مماثلة تماماً لصلاحيات أصحاب المنصب الذي حلَّ مكانه، إذ كان يخدمه نفس العدد الذي يفترض أن يخدمهم من لليكتوريين وقد كانت لديه بشكل عام سلطة أوتوقراطية ضمن حدود ولايته تخوّله لفعل ما يشاء.